# Антиопа (Еврипид)
«Антиопа» (др.-греч. Ἀντιόπη) — трагедия древнегреческого драматурга Еврипида, написанная примерно в 408 году до н. э. Её текст утрачен за исключением отдельных фрагментов, но подробное изложение сюжета сохранилось в составе «Мифов» Псевдо-Гигина.

## Сюжет
В «Антиопе» Еврипид разработал один из эпизодов беотийских мифов. Дочь царя Фив Никтея Антиопа забеременела от Зевса и была вынуждена бежать из родительского дома. После смерти Никтея его брат Лик начал преследовать племянницу: убил её мужа Эпафа, а её саму отдал своей жене Дирке на мучения. Антиопа бежала и нашла своих сыновей от Зевса — Зефа и Амфиона, рождённых ею когда-то на Кифероне. Те сначала не узнали мать. Дирка нашла Антиопу и приказала её убить, но Зеф и Амфион в последний момент узнали от воспитывавшего их пастуха, как они родились, и убили Дирку, привязав её к быку. В финале появился Гермес: он запретил братьям убивать Лика, но приказал последнему уступить фиванский престол Амфиону.
Те же сюжетные мотивы (подброшенного ребёнка и узнавания, когда выросшие дети приходят на помощь попавшей в беду матери) Еврипид использовал в других своих поздних трагедиях — «Ион», «Гипсипила», «Мудрая Меланиппа», «Авга» (антиковеды относят эти произведения к «трагедиям случая»). Позже они стали расхожим материалом в новоаттической и римской комедии. Пьесы Еврипида, в свою очередь, могли быть написаны под влиянием «Тиро» Софокла — двух трагедий с похожим сюжетом.
Благодаря схолию к трагедии Еврипида «Ипполит» известно, что в «Антиопе» было два хора: один состоял из аттических поселян, другой — из вакханок.

## Судьба пьесы
«Антиопа» была написана и впервые поставлена на сцене примерно в 408 году до н. э. Римский драматург Марк Пакувий, живший во II веке до н. э., создал латинское переложение трагедии. «Антиопа» стала источником сюжетного материала для многих художников и скульпторов, включая автора «Фарнезского быка». В эпоху поздней античности её вспоминали главным образом в связи с одной сценой — агоном (спором) Зефа и Амфиона о том, какой образ жизни лучше, созерцательный или деятельный. Этот спор цитировали многие авторы.
В средние века текст трагедии был почти полностью утрачен. Сохранились отдельные небольшие отрывки и подробное изложение сюжета (в составе «Мифов» Псевдо-Гигина).
Российский антиковед Фаддей Зелинский причислял «Антиопу» к лучшим пьесам Еврипида, констатируя, что её утрата при том, что сохранились «такие посредственные драмы, как „Гераклиды“ и „Андромаха“», точно не связана с эстетической стороной вопроса.